# マルコと銀河竜 〜MARCO & GALAXY DRAGON〜
『マルコと銀河竜 ～MARCO & GALAXY DRAGON～』（マルコとぎんがりゅう）は、TOKYOTOONより2020年2月28日に発売された美少女アドベンチャーゲームである。

## 概要
本作はTOKYOTOONのアダルトゲームブランド「HARUKAZE」の美少女ゲーム『ノラと皇女と野良猫ハート』シリーズのスタッフによる、全年齢向けアドベンチャーゲームである。ノラと皇女と野良猫ハートと同様に、企画・脚本をはとが担当し、キャラクターデザインを大空樹が担当している。パッケージ版の発売日と同日にSteamで全世界配信された。音声は日本語のみ、字幕は日本語・英語・簡体中文・繁体中文に対応している。
本作の特徴として、アドベンチャーパートの合間の要所要所に流れる形でカートゥーンスタイルのアニメーションを収録している。また、美少女ゲームとしては非常に多い1000枚以上のスチル・CGを収録しており、アニメのカット割りのようにワンシーンの中で複数のCGを切り替えながら物語が展開する。
2019年10月25日より予約が開始され、2019年12月27日にSteam他にてゲームの体験版が、SteamとYouTubeにてOPムービーが公開された。

## ストーリー
10年前、人さらいに遭い奴隷として盗賊ギャングに買われた孤児の少女・マルコは、ブラックホールから生まれたという銀河竜・アルコと共に、トレジャーハンターとして銀河を駆け巡りながら盗んだ宝を売って食費を稼ぐ暮らしを続けていた。そんな2人は、ある惑星の遺跡で銀河に1つしか無い希少な宝石・トカゲ石を盗み出す。トカゲ石を売って金にするため、そしてマルコの宝もの「母親」を探すために、2人はマルコの故郷である地球の金紐市（ゴールドコード）を訪れる。ゴールドコードを舞台に、マルコとアルコとトカゲ石を巡る大騒動が幕を開ける。

## キャラクター

### メインキャラクター
マルコ
声：井澤詩織
本作の主人公。四白眼が特徴の16歳の少女で、幼少時の記憶を失っている。10年前、ピアノコンクールに出場した直後に宇宙人によって誘拐された末に奴隷商に売られ、盗賊ギャングのボス・ドスゴロに買われる。その後はドスゴロファミリーの一員として、銀河竜・アルコと共に銀河を駆け巡りながら宝物を盗むトレジャーハンターとなる。ずっと持ち続けていた宝の地図（一部が焼けて不明瞭な母親との写真）を手がかりに、まだ見ぬ宝ものである「母親」を求めて、生まれ故郷である地球の金紐市（ゴールドコード）を訪れる。
アルコ
声：吉田有里
銀河に一匹しか存在しない「銀河竜」で、ブラックホールから生まれた。常に飢餓状態のハラペコで、食べることが何よりの喜び。マルコとは寝食を共にする親友で、今はマルコと組んでトレジャーハンター生活をしている。普段は小さな竜だが、食事をすると少女の姿になる。マルコと、一番おいしいときにマルコを食べる約束をしている。虫歯がある。
ヨルムンガンド・ハクア
声：石見舞菜香
銀河征服を狙う男・アスタロトの娘。感情の起伏が少ない。トカゲ石を盗んだマルコたちを追ってゴールドコードにやってくる。父に対しては内心思うところがあるようだが、アスタロトの部下であるエル・スケルトンには懐いている。
ガルグイユ・シーラ
声：田村睦心
アスタロトによって滅ぼされた「惑星ガル」の最後の生き残り。故郷を滅ぼしたアスタロトたちへ復讐を誓う。聖剣「シーラカンス」を手に、ハクアを追ってゴールドコードにやってくる。砂ばかりの星に生まれたため、水に憧れがある。

### サブキャラクター
恩田桜子
声：大地葉
伊勢崎学園高等部の生徒会に所属している女子高生で、ケンカが強い。ゴールドコードを侵略から守るための活動をしている。
恩田游子
声：引坂理絵
桜子の姉。美味しいカレーで有名な喫茶店で働いている。
瑠璃
声：ファイルーズあい
桜子の後輩で、蕎麦屋でバイトしている。学校をよくサボっており、そのたびに桜子に連行されている。ゴールドコードに来たマルコの最初の友達になる。
テラ・イセザキ
声：内山夕実
伊勢崎学園高等部の生徒会長で、実家は伊勢崎重工。見栄っ張りで友達がいない。銀河オークションでよく得体の知れないものを落札している。
ラッカ・イセザキ
声：鈴代紗弓
テラの妹。伊勢崎家の大蔵省で、姉と比べると冷めた性格をしている。FXで伊勢崎家の財政を支えている。
黒崎鷹緒
声：大森日雅
伊勢崎家に仕えている、テラの右腕。生徒会に所属している。
パンダグラフ
声：種﨑敦美
銀河中で違法な治療を行ってきた歯科医。報酬次第でどんな治療も引き受ける。今は地球でひっそりと営業を続けている。
市長
声：春野杏
金紐市（ゴールドコード）の市長である子供。銀河から襲来する危機から街と市民を守るべく革新的な提案をするが、誰もついてこない。
非常食
声：田中貴子
マルコが拾った豚のような生き物。マルコ・アルコとともに旅をしており、二人のサポートを行う。非常時には食べられてしまう運命。
原(ＨＡＲＡ)
声：野津山幸宏
マルコが乗っている原付。宇宙空間でも走ることができる。ある日、力を得たことで喋れるようになる。
アスタロト
声：斉藤次郎
巨大な宇宙戦艦を率いて銀河の支配を企む男。目的のためには星を滅ぼすことも厭わない。マルコたちが持つトカゲ石を狙っている。
エル・スケルトン
声：山下大毅
アスタロトの部下。マッチョな骨のような姿をしている。トカゲ石を祀る遺跡ではマルコにまんまと出し抜かれてしまい、名誉挽回とばかりにマルコたちを追ってゴールドコードにやってくる。マルコたちの居場所を探るために、情報収集としておでんの屋台を始める。

## スタッフ
ADVパート
- 企画・脚本 - はと[4]
- キャラクターデザイン - 大空樹

アニメーション
- 監督 - つくしやま
- 副監督 - うろ
- 脚本 - はと
- キャラクターデザイン - 田中優士

## ゲーム主題歌
オープニング主題歌「飢餓と宝玉」
作詞 - はと / 作曲・編曲 - 斎藤優輝 / 歌 - konore

## 開発
シナリオライターのはとは、『ノラと皇女と野良猫ハート2』を発売した後に、やりつくしたと感じていた一方、新しいことをしないと成長できないとも感じていた。
同時期、Steamを通じて海外にもキャラクターやストーリーのあるゲームのファンがいることに気づいたはとは、彼らに向けて新しいものや面白いものを出そうと考えていた。
また、はとは次回作の構想を練る中で、ノベルゲームにおいて一文一文クリックして読んだ際のテンポが心地よいと他の媒体とは異なる速度間や没入感が得られると考えており、いかにして突き詰めようかと考えていた。

### グラフィック
はとがテンポ感を突き詰めた末に「絵の情報量を増やして文章を減らす」という手法を選んだ結果、CGが増えることとなり、グラフィックの制作体制はアニメ制作でいうところの原画づくりに近いものとなった。
また、はとがカートゥーン好きだったことに加え、海外のユーザでも通じる文法があったほうがよいという観点から本作ではカートゥーン調のアニメパートが導入された。
国内にカートゥーンの制作会社およびそのノウハウを持つ会社がなく、最終的にはうぐいす工房のつくしやまが監督として起用された。
当初、マルコはもっとくりくりした目をしていたが、のちに三白眼に変更された。はとはマルコのデザインの変更により全体図がイメージしやすくなったとIGNとのインタビューの中で話している。

## 反響
本作は、カートゥーンを採用したPVによって、発売前の段階から海外で注目を集めていた。
TOKYOTOONの広報担当者・なかがわがBugBugとのインタビューで語ったところによると、発売後も海外からの反響は大きく、有志がロシア語版を製作することもあったという。

### 受賞
本作は萌えゲーアワード2020にて、イノベーション賞の金賞を受賞した。